# Tomáš Černý
Tomáš Černý (Ústí nad Labem, 10 aprile 1985) è un ex calciatore ceco, di ruolo portiere.

## Carriera

### Club
Inizialmente prestato per due anni all'Hamilton Academical, gli scozzesi decidono di riscattarne il cartellino a 235000 €. All'esordio, l'11 agosto 2007, tiene la porta inviolata nel successo sul Clyde (0-2). Nelle successive 14 partite di seconda divisione, subisce 5 reti, tiene la propria porta inviolata per 11 partite e l'Hamilton Academical non perde alcun match quando Černý è in campo, contribuendo in modo fondamentale alla vittoria del campionato e alla promozione diretta in SPL. Il primo febbraio 2012, il club svincola il portiere ceco, che non trova una sistemazione fino all'estate seguente, quando firma con il CSKA Sofia, club bulgaro. Qui gioca ottimamente, tenendo la propria porta inviolata in 31 dei 54 incontri complessivamente giocati, riuscendo anche a esordire in Europa: il 19 luglio 2012 gioca contro il Mura 05 un incontro di UEFA Europa League. Durante la sua esperienza in Bulgaria, tiene la rete inviolata per 704' (sette giornate), tra il 24 agosto e il 26 ottobre 2013. Il 5 luglio 2014 si trasferisce in Grecia, all'Ergotelis: dopo 11 incontri, il 15 dicembre 2014, viene svincolato. A fine stagione il club greco retrocedere in seconda divisione. Il 26 gennaio 2015 si accorda con l'Hibernian, tornando nella SPL, pur senza giocare alcun match. A fine stagione passa a costo zero al Partick Thistle.
Nel gennaio 2021 si è ritirato dal calcio giocato.

## Palmarès

### Club

#### Competizioni nazionali
- Scottish First Division: 1

Hamilton Academical: 2007-2008